# Sericita
Sericita este un oraș în Minas Gerais (MG), Brazilia.